# Michael Nelson
Michael Nelson est un journaliste et dirigeant d'entreprise anglais qui a passé presque toute sa carrière dans l'agence internationale de presse Reuters, dont il a conçu la montée en puissance vers l'information financière à partir de 1961.

## Biographie
Après des études d'histoire à Oxford, au Magdalen College, il entra à Reuters comme journaliste stagiaire. En 1962, il va à New York négocier avec Jack Scantlin, le patron de la société  Scantlin Electronics un accord pour diffuser chez ses clients le produit Quotron, qui fait un tabac chez les courtiers, mais n'y parvient pas.
Il se tourne alors en 1963 vers la société concurrente Ultronics Systems plus petite, et son produit Stockmaster. Ultronics Systems achète 4 ordinateurs Control Data Corporation, basés à New York, tandis qu'AT&T offre le service « dataphone », pour les transmissions. Le 23 avril 1964 est signé le contrat par lequel Reuters s'allie à Ultronics Systems, pour créer un produit qui enrichira les deux partenaires, le Stockmaster.

## L'esprit de l'accord de 1964 avec Ultronics
Comme le conseil d'administration de Reuters refuse d'investir un penny dans l'affaire, même si les dirigeants sont enthousiastes, c'est Ultronics Systems qui débourse l'argent. En contrepartie, malgré sa petite taille, la jeune société empoche la moitié des bénéfices alors que Reuters apporte l'essentiel des clients.
« Ultronics avait accès au capital, et cela, en plus de leur système (technologique) était leur contribution » à l'association avec Reuters, a-t-il expliqué. Le contrat d'association est rédigée de « façon à ce que Reuters coure peu de risques, au moins sur le plan financier », selon M. Nelson.
« Notre contribution était l'infrastructure globale de Reuters, son expérience sur les marchés internationaux et sa forte réputation dans le domaine journalistique ». De plus, Reuters était la seule entreprise à louer des liaisons de télécommunications transatlantique, avec une « qualité digne des réseaux pour la voix », a-t-il expliqué.

## Les conséquences de l'accord
L'accord a surtout « introduit Reuters dans le domaine de l'informatique et des pratiques d'affaires américaines » selon M. Nelson. « En 1964, Reuters affiche une perte de 57000 sterling et en 1975, après dix années de résultats procurés par celle alliance, elle affiche un bénéfice de 1,1 million de sterling ».
Effectivement, Gerald Long, le directeur général de Reuters nommé en 1963, place à la tête d'un service informatique qui vient d'être créé, Glen Renfrew, l'homme qui lui succédera en 1981 comme patron de l'agence, au nez et à la barbe de Michael Nelson.
Trois ans après l'accord de 1964, son succès amène l'opérateur de télécom GTE à racheter Ultronics Systems en 1967, afin de se substituer à AT&T, pour fournir les fameuses lignes transatlantiques qui ont fait le succès de l'alliance. De son côté, Reuters devient directement producteur à grande échelle d'informations rédigées sur le marché américain, en renonçant à son accord avec Associated Press et Dow Jones, pour développer ses propres réseaux aux États-Unis, d'information économique et financière, mais aussi d'information générale.
En juin 1992, Reuters est devenue l'unique propriétaire de Visnews, l'agence d'images d'actualité, qui sera rebaptisée Reuters TV et Michael Nelson y jouera le rôle de président, pour cette nouvelle diversification de l'entreprise.

## La retraite
Lorsqu'il prit sa retraite en 1989, Michael Nelson était devenu président de la Fondation Reuters et Président de Visnews, aujourd'hui Reuters TV. Ensuite, il partit vivre à Londres et à Opio, près de Grasse, dans les Alpes-Maritimes. Il devint un historien de la Côte d'Azur. Michael Nelson avait auparavant une maison à Veyrier-du-Lac, près d'Annecy, un intérêt pour la région datant des années 1970, lorsque Reuters avait dû étudier le scénario d'un déménagement de son siège social à Genève.
Très attaché à son entreprise, qu'il a fait grandir alors qu'elle était encore sous statut coopératif, Michael Nelson est devenu proche de la baronne Marguerite de Reuter, dernière descendante du fondateur de l'agence de presse Paul Julius Reuters, décédée en 2009 à l'âge de 96 ans sur la Côte d'Azur.